# Klampokan (Panji)
Klampokan is een bestuurslaag in het regentschap Situbondo van de provincie Oost-Java, Indonesië. Klampokan telt 3022 inwoners (volkstelling 2010).